# Anita Blaze
Anita Blaze (Les Abymes, Guadalupe, 29 de octubre de 1991) es una deportista francesa que compite en esgrima, especialista en la modalidad de florete.
Participó en tres Juegos Olímpicos de Verano, obteniendo una medalla de plata en Tokio 2020, en la prueba por equipos (junto con Pauline Ranvier, Ysaora Thibus y Astrid Guyart), el cuarto lugar en Londres 2012 y el quinto en París 2024, también en la prueba por equipos.
Ganó cinco medallas en el Campeonato Mundial de Esgrima entre los años 2013 y 2025, y siete medallas en el Campeonato Europeo de Esgrima entre los años 2012 y 2025.
En los Juegos Europeos de Cracovia 2023 consiguió una medalla de plata en la prueba por equipos.

## Palmarés internacional
| Juegos Olímpicos   | Juegos Olímpicos      | Juegos Olímpicos  | Juegos Olímpicos    |
| Año                | Lugar                 | Medalla           | Prueba              |
| ------------------ | --------------------- | ----------------- | ------------------- |
| 2020               | Tokio (Japón)         | Medalla de plata  | Florete por equipos |
| Campeonato Mundial |                       |                   |                     |
| Año                | Lugar                 | Medalla           | Prueba              |
| 2013               | Budapest (Hungría)    | Medalla de plata  | Florete por equipos |
| 2015               | Moscú (Rusia)         | Medalla de bronce | Florete por equipos |
| 2018               | Wuxi (China)          | Medalla de bronce | Florete por equipos |
| 2022               | El Cairo (Egipto)     | Medalla de bronce | Florete por equipos |
| 2025               | Tiflis (Georgia)      | Medalla de plata  | Florete por equipos |
| Juegos Europeos    |                       |                   |                     |
| Año                | Lugar                 | Medalla           | Prueba              |
| 2023               | Cracovia (Polonia)    | Medalla de plata  | Florete por equipos |
| Campeonato Europeo |                       |                   |                     |
| Año                | Lugar                 | Medalla           | Prueba              |
| 2012               | Legnano (Italia)      | Medalla de plata  | Florete por equipos |
| 2013               | Zagreb (Croacia)      | Medalla de plata  | Florete por equipos |
| 2015               | Montreux (Suiza)      | Medalla de bronce | Florete por equipos |
| 2018               | Novi Sad (Serbia)     | Medalla de bronce | Florete por equipos |
| 2019               | Düsseldorf (Alemania) | Medalla de plata  | Florete por equipos |
| 2022               | Antalya (Turquía)     | Medalla de plata  | Florete por equipos |
| 2025               | Génova (Italia)       | Medalla de plata  | Florete por equipos |